# Zbiory First i Follow
FirstG,k(α), FollowG,k(α) – zbiory słów nad pewnym alfabetem, służące do analizowania gramatyk formalnych, np. podczas konstruowania analizatorów składniowych (parserów). W uproszczeniu:
- FirstG,k(α) – to prefiksy długości k słów wyprowadzalnych z α w gramatyce G,
- FollowG,k(α) – to prefiksy długości k, fragmentów słów wyprowadzalnych z gramatyki G, znajdujące się bezpośrednio za fragmentem wyprowadzonym z α,

gdzie α to ciąg symboli z gramatyki (terminalnych i nieterminalnych); w praktyce, zwłaszcza dla Follow jest to pojedynczy symbol nieterminalny.
Zbiory te pozwalają określić czy gramatyka posiada pewne własności, np. ułatwiające analizę składniową (ang. parsing). Podczas konstrukcji parsera za ich pomocą oblicza się jakie są możliwe konfiguracje analizatora i jakie powinny być podjęte działania w danej konfiguracji.

## Definicja
K-głowa napisu x, oznaczana przez k:x, to prefiks długości min (k, |x|) napisu x. Bardziej formalnie: niech {\displaystyle x=a_{1}a_{2}\ldots a_{n}} wtedy:
{\displaystyle k:x={\begin{cases}x,&{\mbox{dla}}\quad |x|\leqslant k\\a_{1}\ldots a_{k},&{\mbox{dla}}\quad |x|>k\end{cases}}.}
Dla gramatyki G=(Σ,N,P,S):
- zbiór FirstG,k(α) jest zbiorem wszystkich k-głów napisów dających się wyprowadzić w G z α, czyli FirstG,k(α) = {w | istnieje x∈Σ* taki że α ⇒* x, a w=k:x};
- zbiór FollowG,k(α) zawiera wszystkie k-głowy które mogą wystąpić po α, czyli FollowG,k(α) = {w | istnieją μ, x takie że S ⇒* μαx, i w∈FirstG,k(x)}.

Jeśli nie prowadzi to do niejednoznaczności FirstG,k można skracać do Firstk, FollowG,k do Followk.
Indeks k dla First i Follow można pominąć gdy ma wartość równą 1.

## Obliczanie na podstawie definicji

### First
1. Jeśli X jest symbolem terminalnym, wtedy FIRST(X) = {X}
2. Jeśli jest produkcja X->eps, wtedy dodajemy epsilon do FIRST(X)
3. Jeśli jest produkcja X-> Y1, Y2,..Yk, wtedy
  1. do FIRST(X) dodajemy wszystkie z FIRST(Y1) poza epsilonem
  2. jeśli FIRST(Y1) zawiera epsilon, dodajemy do FIRST(X) wszystkie z FIRST(Y2) poza epsilonem
  3. itd
  4. jeśli wszystkie zawierają epsilon, wtedy dodajemy epsilon do FIRST(X)

### Follow
1. Jeśli S jest symbolem startowym dodajemy znak końca strumienia $ do FOLLOW(S)
2. Jeśli jest produkcja A -> αΒβ wtedy dodajemy wszystko z FIRST(β) poza epsilonem do FOLLOW(Β)
3. Jeśli jest produkcja A -> αΒ wtedy dodajemy wszystko z FOLLOW(A) do FOLLOW(B)
4. Jeśli jest produkcja A -> αΒβ oraz FIRST(β) zawiera epislon, również wszystko z FOLLOW(A) do FOLLOW(B)

## Obliczanie dlak=1

### First
Zbiór First możemy określić dla symbolu terminalnego, symbolu nieterminalnego oraz ciągu symboli. Jeśli x jest symbolem terminalnym wtedy First(x) = {x}. Dla symbolu nieterminalnego X używamy następującego algorytmu:
1. definiujemy funkcję add_rule_first która dodaje do zbioru podanego jako parametr początkowe symbole możliwych wyprowadzeń z produkcji. Jako parametr może mieć indeks od którego symbolu produkcji zaczynamy – do obliczania First jest zawsze równy zero a większy od zera dla Follow.
2. jeśli produkcja jest postaci → ε wtedy dodajemy ε do zbioru wynikowego
3. jeśli jest produkcja postaci → aα wtedy dodajemy a do zbioru wynikowego
4. jeśli jest produkcja zaczynająca się z symboli nieterminalnych i nieterminalnych, dodajemy do zbioru wynikowego symbole z tego zbioru nieterminalnego bez ε, jeśli nie zawiera ε przerywamy pętlę, gdy zawiera, idziemy do następnego symbolu produkcji.
5. gdy wszystkie symbole zawierają ε, wtedy dodajemy ε do zbioru wynikowego.
6. funkcja zwraca false/true w zależności czy zbiór wynikowy został zmodyfikowany

Mając add_rule_first:
1. inicjujemy wszystkie zbiory dla poszczególnych symboli nieterminalnych jako puste
2. w głównej pętli ustawiamy changed na false
3. po wszystkich symbolach nietermianalnych
4. po wszystkich symbolach produkcji
5. wołamy add_rule_first z parametrem First[symbol nieterminalny, bieżąca reguła, indeks startowy = 0];

Przykładowa implementacja może być zbliżona do poniższego pseudokodu.
```
bool
 
add_rule_first
(
outset
,
 
rule
,
 
index
)

{

    
for
 
(
po
 
symbolach
 
produkcji
 
od
 
indeksu
)

    
// gdy produkcja jest postaci X->epsilon, nie wykonujemy tej pętli

    
{

            
if
 
(
symbol
 
jest
 
terminalem
)

            
{
 
// punkt 2 gdy nieterminalny jest na początku produkcji

              
// również wykonujemy to gdy a jest po  Y1Y2...Yk i wszystkie Yi mają epsilon

               
jest_epsilon
=
false
;

               
symbol
 
do
 
outset
;

               
if
 
(
cos_dodalismy
)
 
changed
=
true
;

               
break
;
//bo nie epsilon

            
}

            
else

            
{
 
//punkt 4

              
//symbol jest nieterminalny, nazwiemy go Y;

              
do
 
outset
 
dodajemy
 
symbole
 
oprócz
 
epsilona
 
z
 
First
[
Y
];

              
if
 
(
cos_dodalismy
)
 
changed
=
true
;

              
if
 
First
[
Y
]
 
nie
 
zawiera
 
epsilona

              
{

                
jest_epsilon
=
false
;

                
break
;
//bo nie epsilon

              
}

            
}

          
}

          
// koniec pętli po symbolach prawej strony produkcji

          
// lub była produkcja X->epsilon (punkt 3)

          
if
 
(
jest_epsilon
)
 
//co oznacza że wszystkie były nieterminalnymi i zawierały epsilon

          
{
 
//jeśli pętla się wykonała to oznacza że wszystkie Yi zawierały epsilon

            
epsilon
 
do
 
outset

            
if
 
(
dodalismy
 
ten
 
epsilon
 
bo
 
go
 
nie
 
było
)
 
changed
=
true
;

          
}

    
}

}

set
 
[
ilosc_nieterminalnych
]
First
;
 
//tablica zbiorów First dla każdego symbolu nieterminalnego

inicjujemy
 
wszystkie
 
zbiory
 
First
 
jako
 
puste
;
//punkt 1

void
 
make_First_sets
()

{

  
bool
 
changed
;
 
//w jednym przebiegu pętli zostały dodane nowe symbole

  
do

  
{

    
changed
 
=
 
false
;

    
for
 
(
X
 
po
 
wszystkich
 
symbolach
 
nieterminalnych
 
(
od
 
ostatniego
))

    
{

        
for
 
(
po
 
regułach
 
produkcji
 
dla
 
tego
 
symbolu
 
nieterminalnego
 
(
od
 
ostatniej
))

        
{

          
bool
 
jest_epsilon
=
true
;
 
//symbol prawej strony produkcji może go zmienić na false

          
bool
 
retchanged
 
=
 
add_rule_first
(
First
[
X
],
 
rule
,
 
0
)

          
if
 
(
retchanged
)
 
changed
 
=
 
true
;

    
}

  
}

  
while
 
(
changed
);

}

```

### Follow
W praktyce (jak na przykład przy tworzeniu parserów SLR) zbiór Follow oblicza się dla pojedynczych symboli nieterminalnych. Stosowany jest algorytm:
1. inicjujemy wszystkie zbiory dla symboli nieterminalnych jako puste z wyjątkiem symbolu startowego Z zawierającego znak końca strumienia
2. w głównej pętli ustawiamy changed na false
3. po wszystkich nieterminalnych
4. po wszystkich produkcjach
5. jeśli jest produkcja A → αBβ wtedy wołamy add_rule_first od pozycji β z wynikowym B

```
set
 
[
ilosc_nieterminalnych
]
Follow
;
 
//tablica zbiorów Follow dla każdego symbolu nieterminalnego

//w konkretnej implementacji set może być klasą zawierającą zbiór symboli terminalnych plus

//znak końca strumienia, w odróżnieniu od typu zbioru dla First gdzie zamiast tego miał obsługiwać epsilon

inicjujemy
 
wszystkie
 
zbiory
 
Follow
 
jako
 
puste

z
 
wyjątkiem
 
zbioru
 
Follow
[
Startowy
]
 
inicjowany
 
na
 
$
//punkt 1

void
 
make_Follow_sets
(
First
)

{

  
bool
 
changed
;
 
//w jednym przebiegu pętli zostały dodane nowe symbole

  
do

  
{

    
changed
 
=
 
false
;

    
for
 
(
A
 
po
 
wszystkich
 
symbolach
 
nieterminalnych
)

    
{

        
for
 
(
po
 
regułach
 
produkcji
 
dla
 
tego
 
symbolu
 
nieterminalnego
)

        
{

           
for
 
(
B
 
po
 
symbolach
 
nieterminalnych
 
prawej
 
strony
 
produkcji
)

           
{

             
//tworzymy zbiór tymczasowy

             
tmpSet
 
=
 
new
 
TokenSet
();

             
add_rule_first
(
tmpSet
,
reguła
,
indeks
 
za
 
B
);

             
dodajemy
 
do
 
zbioru
 
związanego
 
z
 
symbolem
 
B

             
wszystko
 
z
 
tmpSet
 
poza
 
epislonem
 

             
jeśli
 
coś
 
się
 
zmieniło
 
changed
 
=
 
true
;

             
jeśli
 
w
 
tmpSet
 
był
 
epsilon
,
 

                
dodajemy
 
do
 
zbioru
 
związanego
 
z
 
symbolem
 
B

                
wszystko
 
ze
 
zbioru
 
związanego
 
z
 
A
                              

           
}

        
}

    
}

  
}

  
while
 
(
changed
);

}

```

Funkcja add_rule_first przydaje się także przy sprawdzaniu warunku LL(1)

## Przykład
Mamy gramatykę
(1) E → T E'
(2) E' → + T E'
(3) E' → ε
(4) T → F T'
(5) T' → * F T'
(6) T' → ε
(7) F → ( E )
(8) F → i
Chcąc wykorzystać gramatykę do budowy parsera, uzupełniamy ją nowym startowym symbolem nieterminalnym Z i produkcją:
(0) Z → E

### First
Stosując algorytm tworzenia zbiorów First dla tej gramatyki, mamy wartość zbiorów dla symboli nieterminalnych w kolejnych iteracjach:
| Symbol | 0   | 1   |
| ------ | --- | --- |
| Z      | ( i | ( i |
| E      | ( i | ( i |
| E'     | ε + | ε + |
| T      | ( i | ( i |
| T'     | ε * | ε * |
| F      | ( i | ( i |

W kolejnych produkcjach (od 8 do 0) dodajemy symbole do zbiorów First skojarzonych z symbolem nieterminalnym:
8:i do F
7:( do F
6:ε do T'
5:* do T'
4:( i do T
3:ε do E'
2:+ do E'
1:( i do E
0:( i do Z
W drugim przebiegu produkcje które mogłyby coś ewentualnie dodać to 4,1 i 0 (których prawa strona zaczyna się od nieterminalnego), ale nie zostanie nic dodane, bo ostatnio First(F) się nie zmieniło.

### Follow
Wartość zbiorów Follow dla symboli nieterminalnych w kolejnych iteracjach:
| Symbol | 0     | 1       | 2       |
| ------ | ----- | ------- | ------- |
| Z      | $     | $       | $       |
| E      | $ )   | $ )     | $ )     |
| E'     | $     | $ )     | $ )     |
| T      | $ +   | $ + )   | $ + )   |
| T'     | $ +   | $ + )   | $ + )   |
| F      | $ + * | $ + * ) | $ + * ) |

Follow(Z) zawiera symbol końca strumienia $. W kolejnych produkcjach i dla kolejnych symboli nieterminalnych występujących po prawej stronie produkcji dodajemy symbole do zbiorów Follow skojarzonych z symbolem nieterminalnym:
0:Z → E
- $ do Follow(E) z Follow(Z)

1:E → T E'
- dla T z pkt 2 wszystkie bez ε z First(E'), czyli + do Follow(T); z pkt 3 ponieważ ε zawiera się w Follow(E), wtedy do Follow(T) z Follow(E), czyli $
- dla E' z pkt 3 do Follow(E') z Follow(E), czyli $

2:E' → + T E'
- dla T z pkt 2 wszystkie bez ε z First(E') już były;z pkt 3 z Follow(E') do Follow(T) symbol $ który już był
- z Follow(E') do Follow(E') – nic się nie zmienia

3:E' → ε
- pomijamy

4:T → F T'
- dla F z pkt 2 dodać bez ε z First(T'), czyli * do Follow(F); z punktu 3 z Follow(T) do Follow(F), czyli {$,+}
- dla T' z pkt 3 z Follow(T) do Follow(T'), czyli {$,+}

5:T' → * F T'
- dla F z pkt 2 dodać bez ε z First(T'), czyli * do Follow(F) – już dodane; z pkt 3 z Follow(T') do Follow(F), czyli {$,+} – już są
- dla T' z pkt 3 z Follow(T') do Follow(T') – bez zmian

6:T' → ε
- pomijamy

7:F → ( E )
- dla E z pkt 2 dodajemy First(')')=')' do Follow(E); punkt 3 nie ma tu zastosowania

8:F → i
- nie ma symbolu nieterminalnego po prawej stronie produkcji

Drugi przebieg:
1:E → T E'
- dla T z Follow(E) do Follow(T) dodany ')'
- dla E' z Follow(E) do Follow(E') dodany ')'

4:T → F T'
- dla F z Follow(T) do Follow(F) dodany ')'
- dla T'z Follow(T) do Follow(T') dodany ')'

## Obliczanie dlak>=1
W konstrukcji dla k=1 można zauważyć, że mamy zarówno ε jak i pojedyncze tokeny (W algorytmie można utożsamić ε ze znakiem końca strumienia $) czyli występują ciągi długości 0, jak i 1.
Dla k>1 w zbiorach będą ciągi długości od 0 (ε) do k.
Będziemy mieli operacje zarówno dołączania ciągów do zbiorów, jak i modyfikacji tych ciągów poprzez dołączanie tokenów do ciągów.
Same algorytmy niewiele się zmieniają, zmienia się zarządzanie zbiorami ciągów.
```
 
bool
 
addFirstOfRule_k
(
outSet
,
 
rule
,
 
startIndex
)
 
{

    
//Tworzymy tymczasowy zbiór ciągów

    
tempSet
;

    
tempSet
.
eps
 
=
 
true
;

    
for
 
(
int
 
Yidx
=
startIndex
;
 
Yidx
 
<
 
rule
.
v
.
size
();
 
Yidx
++
)
 
{

        
RuleElem
 
Y
 
=
 
rule
.
v
[
Yidx
];

        
if
 
(
Y
.
kind
==
ekTerminal
)

        
{

        
//dodajemy numer tokenu do każdego ciągu

            
tempSet
.
append
(
Y
.
number
);

        
}

        
else

        
{

        
//dodajemy wszystkie kombinacje ze zbioru Y

            
tempSet
.
concat
(
Firstk
[
Y
.
number
]);

        
}

        
//przerywamy pętlę jeśli zostały już tylko ciągi maksymalnej długości

        
if
 
(
!
tempSet
.
concatenable
())
 
break
;

    
}

    
//zbió© wynikowy := zbiór wynikowy OR nasz zbiór tymczasowy

    
outSet
.
unionWith
(
tempSet
);

    
return
 
true
 
jeśli
 
coś
 
zostało
 
dodane
 
nowego
 
do
 
zbioru

}

void
 
makeFirstSets_k
(
int
 
k
)
 
{

    
bool
 
changed
;

    
Tworzymy
 
listę
 
pustych
 
zbiorów
 
odpowiedniego
 
typu

    
do
 
{

        
changed
 
=
 
false
;

        
for
 
(
int
 
Xidx
=
rulesByNonterminal
.
size
()
 
-
 
1
;
 
Xidx
 
>=
 
0
;
 
Xidx
--
)
 
{

            
RulesForNonterminal
 
&
rules
 
=
 
rulesByNonterminal
[
Xidx
];

            
for
 
(
int
 
XruleIdx
=
 
rules
.
size
()
 
-
 
1
;
 
XruleIdx
 
>=
 
0
;
 
XruleIdx
--
)
 
{

                
bool
 
reschanged
 
=
 
addFirstOfRule_k
(
Firstk
[
Xidx
],
 
rules
[
XruleIdx
]);

                
if
 
(
reschanged
)

                    
changed
 
=
 
true
;

            
}

        
}

    
}

    
while
 
(
changed
);

}

void
 
makeFollowSets_k
(
int
 
k
)
 
{

    
Followk
.
clear
();

    
Tworzymy
 
listę
 
pustych
 
zbiorów
 
odpowiedniego
 
typu

    
Followk
[
0
].
eps
 
=
 
true
;

    
bool
 
changed
;

    
do
 
{

        
changed
 
=
 
false
;

        
for
 
(
int
 
Aidx
=
0
;
 
Aidx
 
<
 
rulesByNonterminal
.
size
();
 
Aidx
++
)
 
{

            
RulesForNonterminal
 
&
rules
 
=
 
rulesByNonterminal
[
Aidx
];

            
for
 
(
int
 
ruleIdx
=
0
;
 
ruleIdx
 
<
 
rules
.
size
();
 
ruleIdx
++
)
 
{

                
for
 
(
int
 
Bidx
=
0
;
 
Bidx
 
<
 
rules
[
ruleIdx
].
v
.
size
();
 
Bidx
++
)
 
{

                    
RuleElem
 
elem
 
=
 
rules
[
ruleIdx
].
v
[
Bidx
];

                    
if
 
(
elem
.
kind
 
!=
 
ekNonterminal
)
 
continue
;

                    
if
 
(
addFirstOfRule_k
(
Followk
[
elem
.
number
],
 
rules
[
ruleIdx
],
 
Bidx
 
+
 
1
))

                        
changed
 
=
 
true
;

                
}

            
}

        
}

    
}

    
while
 
(
changed
);

}

```

## Użyte struktury
Dobrze sprawdza się struktura pośrednia między mapą bitową a drzewem. Niech k=3 a maksymalna ilość tokenów=100. Wtedy poziom pierwszy to 100 wskaźników albo indeksów (co pozwoli na przykład użyć 32 bity zamiast 64 na wskaźnik w 64-bitowym trybie i umożliwi rzadsze przydzielanie wielu małych fragmentów pamięci). Załóżmy, że 97 jest zerowych a są niezerowe indeksy 5.7 i 11 pokazujące na poziom drugi, mamy dodatkowo 300 indeksów, następne pokazują na tablice bitowe. Ponieważ mamy ciągi różnych długości, dobrze jest w jednym zbiorze tokenów umieścić wiele poziomów takich drzewiastych tablic bitowych – umożliwi to na też szybkie pomijanie ciągów o pełnej długości, których nie modyfikujemy.